# Linn (Argovia)
Linn fue hasta el 31 de diciembre de 2012 una comuna suiza del cantón de Argovia, situada en el distrito de Brugg. Desde el 1 de enero de 2013 parte de la comuna de Bözberg.

## Historia
El 2 de diciembre de 2011 la Asamblea Comunal aprobó la fusión con las comunas vecinas de Gallenkirch, Oberbözberg y Unterbözberg. El 11 de marzo la población se pronunció mediante una votación en la que aprobaron la fusión por 53 a favor y 31 votos en contra. La nueva entidad creada tomó el nombre de Bözberg.

## Geografía
La antigua comuna limitaba al norte con la comuna de Gallenkirch, al noreste con Unterbözberg, al este con Villnachern, al sur con Schinznach-Dorf, al oeste con Zeihen, y al noroeste con Effingen.

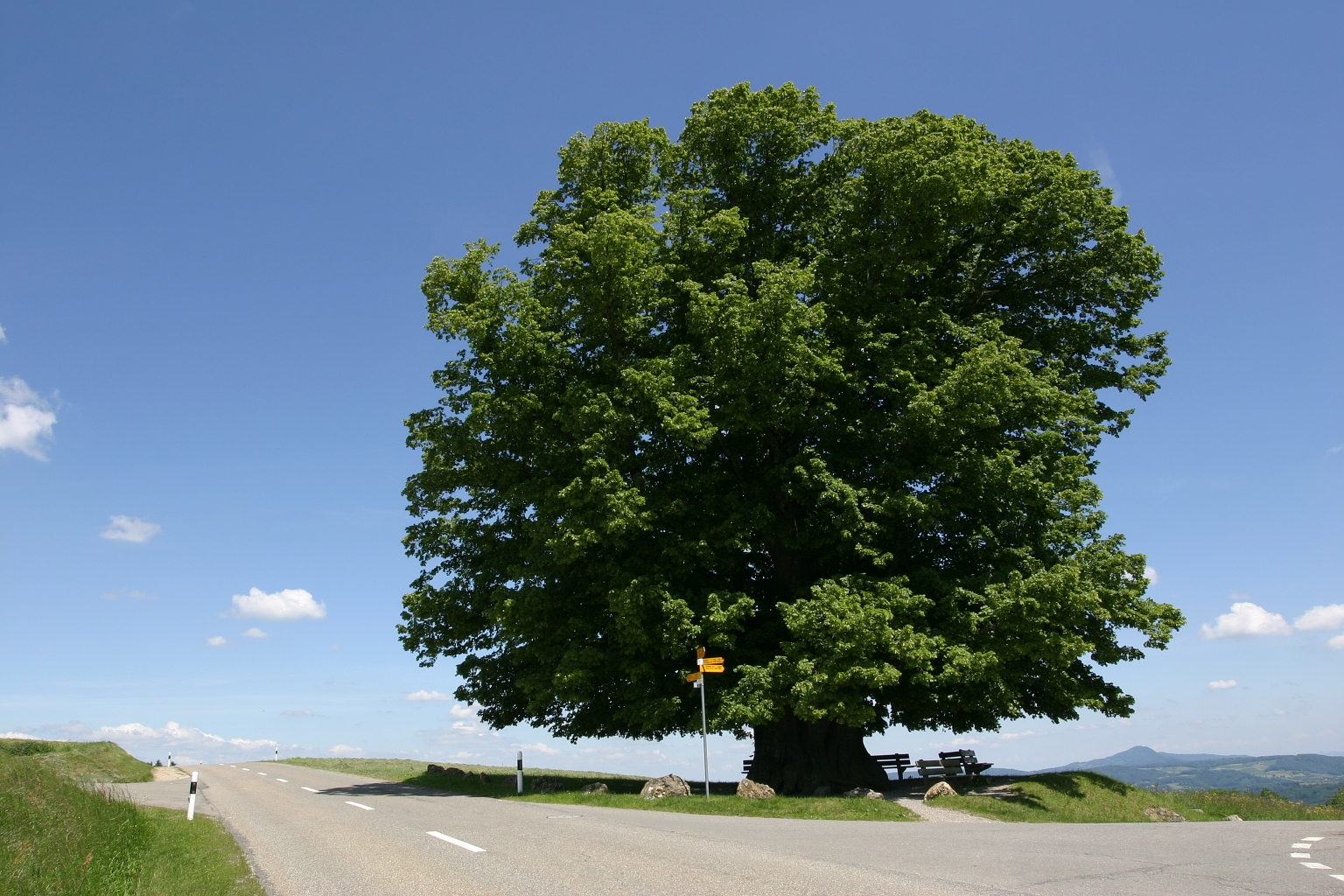
Tilo de Linn.